# Luštěnice-Újezd
Luštěnice-Újezd je železniční stanice ve východní části obce Luštěnice v okrese Mladá Boleslav v Středočeském kraji, poblíž říčky Vlkavy. Stanice leží v km 16,993 jednokolejné neelektrizované trati Nymburk – Mladá Boleslav.

## Historie
Zastávka s tehdejším názvem Luschtěnitz byla otevřena 15. října 1881 na trati z Nymburka do Mladé Boleslavi jako součást odbočné trati Rakouské severozápadní dráhy (ÖNWB) primárně spojující Vídeň a Berlín. V roce 1892 byla zastávka přestavěna na stanici.
Od roku 1918 byl název upraven na Luštěnice, pouze v letech 1939–1945 se používala německo-česká verze Luschtienitz / Luštěnice. V roce 2016 byla odstraněna nástupiště a stanice přestala sloužit cestujícím. Během roku 2017 byla dokončena přestavba stanice, která přinesla prodloužení dopravních kolejí.
Na základě rozhodnutí Drážního úřadu z 19. listopadu 2014 byl v roce 2018 název změněn na Luštěnice-Újezd a původním názvem Luštěnice byla pojmenována nově zřízená zastávka na záhlaví stanice.

## Popis

### Stav do roku 2012
Stanice byla vybavena mechanickým staničním zabezpečovacím zařízením 2. kategorie s ústředním stavědlem. Ve stanici byly dvě dopravní koleje (č. 1 a 3) o shodné užitečné délce 600 m. Na straně u budovy byla ještě průběžná manipulační kolej č. 2 (262 m) a kusá manipulační kolej č. 4 (192 m) zapojená do dobrovického zhlaví. Obě tyto manipulační koleje sloužily pro nakládku a vykládku. Pouze výhybka č. 1 na čachovickém zhlaví byla přestavována ústředně (výpravčím), ostatní výhybky (a výkolejky) byly přestavovány ručně staničním dozorcem.
Návěstidla pro jízdu vlaků byla u všech dopravních kolejí a byla mechanická. Pouze předvěst PřL od Vlkavy (tj. pozdějších Čachovic) byla nejpozději v roce 2002 světelná. Vjezdové návěstidlo L od Čachovic se nacházelo v km 16,338, návěstidlo S z opačné strany v km 17,592. Všechna návěstidla obsluhoval výpravčí.
Ve stanici byla výhybkářská stanoviště St.I. (na vlkavské/čachovické straně) a St.II (na dobrovické straně). Trvale bylo staničním dozorcem obsazeno pouze St.II, druhý dozorce byl spolu s výpravčím v dopravní kanceláři a St.I bylo neobsazeno.
Ve stanici byla dvě sypaná nástupiště u dopravních kolejí, obě o délce 150 m. Přístup na nástupiště byl pomocí dvou dřevěných úrovňových přechodů.

### Stav od roku 2012
V roce 2012 došlo ve stanici k výměně zabezpečovacího zařízení a návěstidel. Původní mechanická návěstidla byla nahrazena světelnými návěstidly. Stanice byla vybavena reléovým zabezpečovacím zařízením a světelnými návěstidly s rychlostní návěstní soustavou. Ve stanici byly dvě dopravní koleje, obě o užitečné délce 565 metrů. Jízdy vlaků mezi Luštěnicemi a Dobrovicí byly zajišťovány telefonickým dorozumíváním, směr Čachovice pak automatickým hradlem.

### Stav od let 2017–2018
Stanice je vybavena elektronickým stavědlem ESA 44, které je dálkově ovládáno z Mladé Boleslavi hl. n., případně ze záložního pracoviště ve Velelibech nebo místně výpravčím přímo v Luštěnicích-Újezdu. Přilehlé traťové úseky do Čachovic a Dobrovice jsou vybaveny integrovaným traťovým zabezpečovacím zařízením 3. kategorie s počítači náprav.
Ve stanici jsou dvě dopravní koleje o užitečných délkách 660 m (kolej č. 1) a 666 m (kolej č. 3). Z koleje č. 1 odbočuje kusá manipulační kolej č. 2. Na dobrovickém zhlaví se nachází přejezd P2797, na kterém trať kříží silnice II/275. Přejezd je vybaven světelným přejezdovým zabezpečovacím zařízením se závorami.
Na dobrovickém záhlaví stanice se nachází zastávka Luštěnice, u staničních kolejí již nejsou žádná nástupiště.